# Calcio Femminile Sarzana 2000-2001
Questa voce raccoglie le informazioni riguardanti il Calcio Femminile Sarzana nelle competizioni ufficiali della stagione 2000-2001.

## Stagione
Il Sarzana si appresta a disputare il suo quarto campionato di Serie A consecutivo, con il presidente Chelli che affida la squadra al tecnico Sergio Dall'Oglio. L'organico può contare sulla rosa della scorsa stagione, integrato da qualche elemento proveniente dalle giovanili, tranne il difensore Silvia Fantoni ceduto con la forma del prestito al Lucca 7 durante il calciomercato estivo.
Dall'Oglio resta alla guida della squadra fino a fine ottobre quando, al termine della gara di Coppa Italia persa contro il Chivasso, decide di rassegnare le dimissioni. Dall'incontro della settima giornata di campionato la panchina viene affidata, con la supervisione del direttore sportivo Sergio Terenzoni, ai tecnici della giovanile, Mario Antonini e Mimmo Bellantone, squadra che disputa il campionato di Serie C regionale Toscana.

## Organigramma societario
- Allenatore: Sergio Dall'Oglio ()
- Direttore sportivo: Sergio Terenzoni
- Allenatori giovanili: Mario Antonini e Mimmo Bellantone

## Rosa
| N. |                   | Ruolo | Calciatore           |
| -- | ----------------- | ----- | -------------------- |
|    | Italia (bandiera) | P     | Michela Cupido       |
|    | Italia (bandiera) | D     | Francesca Cagetti    |
|    | Italia (bandiera) | D     | Giada Carozzino      |
|    | Italia (bandiera) | D     | Samantha Dolci       |
|    | Italia (bandiera) | D     | Silvia Fantoni       |
|    | Italia (bandiera) | D     | Emanuela Lucchinelli |
|    | Italia (bandiera) | D     | Fabiana Venturini    |
|    | Italia (bandiera) | C     | Susanna Barbieri     |
|    | Italia (bandiera) | C     | Simona Bianchi       |
|    | Italia (bandiera) | C     | Barbara Baldocchi    |
|    | Italia (bandiera) | C     | Carlotta Cenini      |

| N. |                   | Ruolo | Calciatore                             |
| -- | ----------------- | ----- | -------------------------------------- |
|    | Italia (bandiera) | C     | Vittoria Maria Gaina                   |
|    | Italia (bandiera) | C     | Rita Manfredi                          |
|    | Italia (bandiera) | C     | Selvaggia Palombini                    |
|    | Italia (bandiera) | C     | Barbara Picasso (ruolo da determinare) |
|    | Italia (bandiera) | C     | Laura Volpe                            |
|    | Italia (bandiera) | A     | Francesca Angelini                     |
|    | Italia (bandiera) | A     | Simona Bertoncini                      |
|    | Italia (bandiera) | A     | Sara Massa                             |
|    | Italia (bandiera) | A     | Veronica Tardelli                      |
|    | Italia (bandiera) | A     | Lisa Tonelli                           |

## Calciomercato

### Sessione estiva
| Acquisti | Acquisti | Acquisti | Acquisti |
| R.       | Nome     | da       | Modalità |
| -------- | -------- | -------- | -------- |
|          |          |          |          |

| Cessioni | Cessioni       | Cessioni | Cessioni |
| R.       | Nome           | a        | Modalità |
| -------- | -------------- | -------- | -------- |
| D        | Silvia Fantoni | Lucca 7  | prestito |

### Sessione invernale
| Acquisti | Acquisti       | Acquisti | Acquisti      |
| R.       | Nome           | da       | Modalità      |
| -------- | -------------- | -------- | ------------- |
| D        | Silvia Fantoni | Lucca 7  | fine prestito |

| Cessioni | Cessioni | Cessioni | Cessioni |
| R.       | Nome     | a        | Modalità |
| -------- | -------- | -------- | -------- |
|          |          |          |          |

## Risultati

### Serie A

#### Girone di andata
| 16 settembre 2000, ore 16:00 CEST 1ª giornata                   | ACF Milan | 2 – 1 referto | Sarzana |  |
| \| \| \| \| \| Gazzoli 13’, 89’ \| Marcatori \| 25’ Angelini \| |           |               |         |  |
|                                                                 |           |               |         |  |
| Gazzoli 13’, 89’                                                | Marcatori | 25’ Angelini  |         |  |

| 23 settembre 2000, ore 16:00 CEST 2ª giornata                                                         | Sarzana   | 1 – 4 referto                                          | Bardolino |  |
| \| \| \| \| \| Venturini 5’ \| Marcatori \| 71’, 90+4’ Placchi 85’ Maglio 90+2’ (aut.) Lucchinelli \| |           |                                                        |           |  |
| |           |                                                        |           |  |
| Venturini 5’                                                                                          | Marcatori | 71’, 90+4’ Placchi 85’ Maglio 90+2’ (aut.) Lucchinelli |           |  |

| 30 settembre 2000, ore 16:00 CEST 3ª giornata                          | Aquile Palermo | 1 – 1 referto | Sarzana |  |
| \| \| \| \| \| Lucchinelli 65’ (aut.) \| Marcatori \| 65’ Palombini \| |                |               |         |  |
|                                                                        |                |               |         |  |
| Lucchinelli 65’ (aut.)                                                 | Marcatori      | 65’ Palombini |         |  |

| 7 ottobre 2000 4ª giornata                                        | Sarzana   | 1 – 2 referto    | Fiammamonza |  |
| \| \| \| \| \| Tardelli 90+4’ \| Marcatori \| 50’, 69’ Novelli \| |           |                  |             |  |
|                                                                   |           |                  |             |  |
| Tardelli 90+4’                                                    | Marcatori | 50’, 69’ Novelli |             |  |

| Sarzana 21 ottobre 2000 5ª giornata                 | Foroni    | 2 – 0 referto | Sarzana | Stadio Miro Luperi |
| \| \| \| \| \| Ulivieri 24’, 28’ \| Marcatori \| \| |           |               |         |                    |
|                                                     |           |               |         |                    |
| Ulivieri 24’, 28’                                   | Marcatori |               |         |                    |

| Sarzana 28 ottobre 2000 6ª giornata                                                                                                | Sarzana   | 5 – 3 referto                                  | Torino | Stadio Miro Luperi |
| \| \| \| \| \| Palombini 4’, 40’, 44’ Tardelli 28’, 90+3’ (rig.) \| Marcatori \| 55’ Iannuzzelli 60’ (aut.) Lucchinelli 2t’ ??? \| |           |                                                |        |                    |
| |           |                                                |        |                    |
| Palombini 4’, 40’, 44’ Tardelli 28’, 90+3’ (rig.)                                                                                  | Marcatori | 55’ Iannuzzelli 60’ (aut.) Lucchinelli 2t’ ??? |        |                    |

| Sarzana 4 novembre 2000, ore 14:30 CET 7ª giornata                   | Sarzana   | 1 – 1 referto        | Pisa | Stadio Miro Luperi |
| \| \| \| \| \| Palombini 38’ \| Marcatori \| 23’ (rig.) Celentano \| |           |                      |      |                    |
|                                                                      |           |                      |      |                    |
| Palombini 38’                                                        | Marcatori | 23’ (rig.) Celentano |      |                    |

| Sesto San Giovanni 11 novembre 2000, ore 14:30 CET 8ª giornata                                        | G.E.A.S.  | 4 – 2 referto     | Sarzana |  |
| \| \| \| \| \| Garagliano 17’ Fruci 26’ (rig.), 41’ Costanzo 45’ \| Marcatori \| 44’, 54’ Angelini \| |           |                   |         |  |
| |           |                   |         |  |
| Garagliano 17’ Fruci 26’ (rig.), 41’ Costanzo 45’                                                     | Marcatori | 44’, 54’ Angelini |         |  |

| Arbitro: | Boem (Gallarate) |

|                                                                |           |               |
| Parejo 19’, 49’, 63’ Ruiu 22’ Guarino 45’, 90+3’ Tavalazzi 83’ | Marcatori | 15’ Palombini |

| Arbitro: | De Nitto (Brindisi) |

|                        |           |             |
| Sodini 38’, 74’ (rig.) | Marcatori | 68’ Fantoni |

#### Girone di ritorno
| 27 gennaio 2001, ore 14:30 CET 16ª giornata                                  | Sarzana   | 0 – 3 referto                              | ACF Milan |  |
| \| \| \| \| \| \| Marcatori \| 35’ Nováková 85’ Tagliacarne 90+2’ Gazzoli \| |           |                                            |           |  |
|                                                                              |           |                                            |           |  |
|                                                                              | Marcatori | 35’ Nováková 85’ Tagliacarne 90+2’ Gazzoli |           |  |

| Sarzana 17 febbraio 2001, ore 15:00 CET 18ª giornata              | Sarzana   | 3 – 0 referto | Aquile Palermo | Stadio Miro Luperi |
| \| \| \| \| \| Tardelli 67’ Bianchi 72’, 90+1’ \| Marcatori \| \| |           |               |                |                    |
|                                                                   |           |               |                |                    |
| Tardelli 67’ Bianchi 72’, 90+1’                                   | Marcatori |               |                |                    |

| 3 marzo 2001 20ª giornata                                                            | Sarzana   | 1 – 4 referto                        | Foroni |  |
| \| \| \| \| \| Palombini ??’ \| Marcatori \| ??’, ??’, ??’ Lappi-Seppälä ??’ Zani \| |           |                                      |        |  |
|                                                                                      |           |                                      |        |  |
| Palombini ??’                                                                        | Marcatori | ??’, ??’, ??’ Lappi-Seppälä ??’ Zani |        |  |

| Arbitro: | Branciari (Macerata) |

|              |           |                                                                                                   |
| Tardelli 64’ | Marcatori | 12’, 41’ Carta 24’, 39’, 57’, 90+1’ Guarino 27’, 52’ Parejo 29’ Masia 45’ (rig.) Conti 56’ Deiana |

| Agliana 12 maggio 2001, ore 16:00 CEST 28ª giornata                     | Agliana   | 3 – 0 referto | Sarzana | Stadio comunale Germano Bellucci |
| \| \| \| \| \| Colombino 31’ Fiorini 66’ Ugolini 70’ \| Marcatori \| \| |           |               |         |                                  |
|                                                                         |           |               |         |                                  |
| Colombino 31’ Fiorini 66’ Ugolini 70’                                   | Marcatori |               |         |                                  |

| Sarzana 19 maggio 2001, ore 16:00 CEST 29ª giornata                          | Sarzana   | 3 – 1 referto | Atletico Oristano | Stadio Miro Luperi |
| \| \| \| \| \| Angelini 3’ ??? 14’ Gaina 87’ \| Marcatori \| 16’ Fusciani \| |           |               |                   |                    |
|                                                                              |           |               |                   |                    |
| Angelini 3’ ??? 14’ Gaina 87’                                                | Marcatori | 16’ Fusciani  |                   |                    |

| 26 maggio 2001, ore 16:00 CEST 30ª giornata               | Autolelli Picenum | 1 – 3 referto       | Sarzana |  |
| \| \| \| \| \| ??? \| Marcatori \| ?’, ?’, ?’ Tardelli \| |                   |                     |         |  |
|                                                           |                   |                     |         |  |
| ???                                                       | Marcatori         | ?’, ?’, ?’ Tardelli |         |  |

### Coppa Italia
| 3 settembre 2000 1º turno, gruppo 2 - 1ª giornata | Alessandria | 0 – 4 | Sarzana |  |

| 9 settembre 2000, ore 16:00 CEST 1º turno, gruppo 2 - 3ª giornata | Sarzana | 7 – 0 | Varazze |  |

| 1º novembre 2000, ore 14:30 CET 2º turno, gruppo 1 - 1ª giornata | Sarzana | 0 – 2 | La Chivasso |  |

| 6 dicembre 2000, ore 14:30 CET 2º turno, gruppo 1 - 2ª giornata | Como 2000 | 2 – 2 | Sarzana |  |

## Statistiche

### Statistiche di squadra
| Competizione | Punti | In casa | In casa | In casa | In casa | In casa | In casa | In trasferta | In trasferta | In trasferta | In trasferta | In trasferta | In trasferta | Totale | Totale | Totale | Totale | Totale | Totale | DR  |
| Competizione | Punti | G       | V       | N       | P       | Gf      | Gs      | G            | V            | N            | P            | Gf           | Gs           | G      | V      | N      | P      | Gf     | Gs     | DR  |
| ------------ | ----- | ------- | ------- | ------- | ------- | ------- | ------- | ------------ | ------------ | ------------ | ------------ | ------------ | ------------ | ------ | ------ | ------ | ------ | ------ | ------ | --- |
| Serie A      | 21    | 15      | -       | -       | -       | -       | -       | 15           | -            | -            | -            | -            | -            | 30     | 6      | 3      | 21     | 33     | 80     | -47 |
| Coppa Italia | -     | 2       | 1       | 0       | 1       | 7       | 2       | 2            | 1            | 1            | 0            | 6            | 2            | 4      | 2      | 1      | 1      | 13     | 4      | +9  |
| Totale       | -     | 17      | -       | -       | -       | -       | -       | 17           | -            | -            | -            | -            | -            | 34     | 8      | 4      | 22     | 46     | 84     | -38 |

### Andamento in campionato
| Giornata  | 1 | 2 | 3 | 4 | 5 | 6 | 7  | 8 | 9 | 10 | 11 | 12 | 13 | 14 | 15 | 16 | 17 | 18 | 19 | 20 | 21 | 22 | 23 | 24 | 25 | 26 | 27 | 28 | 29 | 30 |
| --------- | - | - | - | - | - | - | -- | - | - | -- | -- | -- | -- | -- | -- | -- | -- | -- | -- | -- | -- | -- | -- | -- | -- | -- | -- | -- | -- | -- |
| Luogo     | T | C | T | C | T | C | C  |   |   |    |    |    | C  |    |    | C  |    |    |    | C  |    |    |    |    |    |    |    |    | C  | T  |
| Risultato | P | P | N | P | P | V | N  |   |   |    |    |    | P  |    |    | P  |    |    |    | P  |    |    |    |    |    |    |    |    | V  | V  |
| Posizione |   |   |   |   |   |   | 13 |   |   |    |    | 12 |    |    |    |    |    |    |    | 14 |    |    |    |    |    |    |    |    | 14 | 14 |

Legenda:

Luogo: C = Casa; T = Trasferta. Risultato: V = Vittoria; N = Pareggio; P = Sconfitta.

### Statistiche delle giocatrici
| Giocatore      | Serie A  | Serie A | Serie A     | Serie A    | Coppa Italia | Coppa Italia | Coppa Italia | Coppa Italia | Totale   | Totale | Totale      | Totale     |
| Giocatore      | Presenze | Reti    | Ammonizioni | Espulsioni | Presenze     | Reti         | Ammonizioni  | Espulsioni   | Presenze | Reti   | Ammonizioni | Espulsioni |
| -------------- | -------- | ------- | ----------- | ---------- | ------------ | ------------ | ------------ | ------------ | -------- | ------ | ----------- | ---------- |
| F. Angelini    | 27       | 5       | ?           | ?          | ?            | ?            | ?            | ?            | 27+      | 5+     | ?           | ?          |
| B. Baldocchi   | 24       | 1       | ?           | ?          | ?            | ?            | ?            | ?            | 24+      | 1+     | ?           | ?          |
| S. Barbieri    | 20       | 0       | ?           | ?          | ?            | ?            | ?            | ?            | 20+      | 0+     | ?           | ?          |
| S. Bertoncini  | 19       | 0       | ?           | ?          | ?            | ?            | ?            | ?            | 19+      | 0+     | ?           | ?          |
| S. Bianchi     | 21       | 4       | ?           | ?          | ?            | ?            | ?            | ?            | 21+      | 4+     | ?           | ?          |
| F. Cagetti     | 27       | 0       | ?           | ?          | ?            | ?            | ?            | ?            | 27+      | 0+     | ?           | ?          |
| G. Carozzino   | 21       | 0       | ?           | ?          | ?            | ?            | ?            | ?            | 21+      | 0+     | ?           | ?          |
| C. Cenini      | 15       | 0       | ?           | ?          | ?            | ?            | ?            | ?            | 15+      | 0+     | ?           | ?          |
| M. Cupido      | 30       | -?      | ?           | ?          | ?            | ?            | ?            | ?            | 30+      | 0+     | ?           | ?          |
| S. Dolci       | 18       | 0       | ?           | ?          | ?            | ?            | ?            | ?            | 18+      | 0+     | ?           | ?          |
| S. Fantoni     | 4        | 1       | ?           | ?          | ?            | ?            | ?            | ?            | 4+       | 1+     | ?           | ?          |
| V. M. Gaina    | 28       | 2       | ?           | ?          | ?            | ?            | ?            | ?            | 28+      | 2+     | ?           | ?          |
| E. Lucchinelli | 26       | 1       | ?           | ?          | ?            | ?            | ?            | ?            | 26+      | 1+     | ?           | ?          |
| R. Manfredi    | 8        | 0       | ?           | ?          | ?            | ?            | ?            | ?            | 8+       | 0+     | ?           | ?          |
| S. Massa       | 4        | 0       | ?           | ?          | ?            | ?            | ?            | ?            | 4+       | 0+     | ?           | ?          |
| S. Palombini   | 25       | 9       | ?           | ?          | ?            | ?            | ?            | ?            | 25+      | 9+     | ?           | ?          |
| B. Picasso     | 19       | 0       | ?           | ?          | ?            | ?            | ?            | ?            | 19+      | 0+     | ?           | ?          |
| V. Tardelli    | 27       | 7       | ?           | ?          | ?            | ?            | ?            | ?            | 27+      | 7+     | ?           | ?          |
| L. Tonelli     | 5        | 0       | ?           | ?          | ?            | ?            | ?            | ?            | 5+       | 0+     | ?           | ?          |
| F. Venturini   | 26       | 2       | ?           | ?          | ?            | ?            | ?            | ?            | 26+      | 2+     | ?           | ?          |
| L. Volpe       | 8        | 0       | ?           | ?          | ?            | ?            | ?            | ?            | 8+       | 0+     | ?           | ?          |